# Sargis Sargsian
Sargis Sargsian (armenisch Սարգիս Սարգսյան, Sargis Sargsjan; * 3. Juni 1973 in Jerewan, Armenische SSR, Sowjetunion) ist ein ehemaliger armenischer Tennisspieler.
Sargsian begann im Alter von sieben Jahren mit dem Tennisspiel und startete seine Profikarriere im Jahr 1995. Während seiner Laufbahn konnte er einen Titel im Einzel und zwei im Doppel gewinnen. 1996, 2000 und 2004 nahm er an den Tennisturnieren der Olympischen Sommerspiele teil, schied aber jeweils früh aus.
Er ist der erfolgreichste Spieler der armenischen Davis-Cup-Mannschaft. Von 1996 bis zu seinem Karriereende im Jahr 2006 absolvierte er im Einzel und Doppel 46 Matches, von denen er 35 gewann.

## Erfolge
| Legende (Anzahl der Siege)    |
| Grand Slam                    |
| Tennis Masters Cup            |
| ATP Masters Series            |
| ATP International Series Gold |
| ATP International Series (3)  |

| Titel nach Belag |
| Hartplatz (1)    |
| Sand (1)         |
| Rasen (1)        |
| Teppich (0)      |

### Einzel

#### Turniersiege
| Nr. | Datum        | Turnier | Belag | Finalgegner  | Ergebnis      |
| --- | ------------ | ------- | ----- | ------------ | ------------- |
| 1.  | 7. Juli 1997 | Newport | Rasen | Brett Steven | 7:6, 4:6, 7:5 |

#### Finalteilnahmen
| Nr. | Datum              | Turnier        | Belag         | Finalgegner     | Ergebnis  |
| --- | ------------------ | -------------- | ------------- | --------------- | --------- |
| 1.  | 29. September 2003 | Moskau         | Teppich (i)   | Taylor Dent     | 6:75, 4:6 |
| 2.  | 20. Oktober 2003   | St. Petersburg | Hartplatz (i) | Gustavo Kuerten | 4:6, 3:6  |

### Doppel

#### Turniersiege
| Nr. | Datum             | Turnier    | Belag     | Partner            | Finalgegner                | Ergebnis      |
| --- | ----------------- | ---------- | --------- | ------------------ | -------------------------- | ------------- |
| 1.  | 28. Juli 2003     | Washington | Hartplatz | Jewgeni Kafelnikow | Chris Haggard Paul Hanley  | 7:5, 4:6, 6:2 |
| 2.  | 8. September 2003 | Bukarest   | Sand      | Karsten Braasch    | Simon Aspelin Jeff Coetzee | 7:67, 6:2     |

#### Finalteilnahmen
| Nr. | Datum           | Turnier         | Belag     | Partner        | Finalgegner                     | Ergebnis      |
| --- | --------------- | --------------- | --------- | -------------- | ------------------------------- | ------------- |
| 1.  | 11. Juli 1999   | Newport         | Rasen     | Chris Woodruff | Wayne Arthurs Leander Paes      | 7:6, 6:7, 3:6 |
| 2.  | 20. August 2000 | Washington D.C. | Hartplatz | Andre Agassi   | Alex O’Brien Jared Palmer       | 5:7, 1:6      |
| 3.  | 25. Mai 2003    | St. Pölten      | Sand      | Nenad Zimonjić | Simon Aspelin Massimo Bertolini | 5:7, 2:6      |